# Leonard Kirschen
Leonard Kirschen (* 8. September 1908 in Brăila, Rumänien; † 30. April 1983 in London) war ein rumänischstämmiger Journalist.

## Leben
Ab dem Alter von 11 Jahren lebte er in England. In Berlin studierte er Ingenieur- und Wirtschaftswissenschaften und in Bukarest Jura. 
Ab 1938 arbeitete er für verschiedene britische Zeitungen. 1941 fand er Zuflucht in der Türkei, von wo aus er regelmäßig Beiträge für die Daily Telegraph, Sunday Times und Arab News Agency lieferte. Ab November 1944 war er Korrespondent der Associated Press of America. 1950 wurde er verhaftet und zu 25 Jahren Haft verurteilt. Das britische Außenministerium konnte 1960 seine Auslieferung nach London erreichen, wo er wieder für die AP arbeitete.

## Veröffentlichungen
- Prisoner of Red justice; 1963